# Héctor Gustavo Luengo
Héctor Gustavo Luengo (Lanús, Buenos Aires, 9 de marzo de 1969) es un exfutbolista argentino que jugaba como defensor.

## Trayectoria

### El Porvenir
Luengo debutó con la camiseta de El Porvenir. Jugó en el club hasta 1991. En 1997 volvió a la institución, se coronó campeón de la B Metropolitana y logró el ascenso a la B Nacional.

### All Boys
En 1992 pasó a All Boys y en 1993 se coronó campeón de la B Metropolitana y obtuvo el ascenso a la B Nacional.

### Atlético Tucumán
En 1994 se mudó a San Miguel de Tucumán y se sumó a Atlético Tucumán. Con la camiseta del decano disputó una temporada.

### Arsenal
Para la temporada 1995/96 se unió a Arsenal. En el arse jugó una temporada.

### Brown de Arrecifes
En 1999 llegó a Brown de Arrecifes. En el equipo de Arrecifes jugó hasta el 2000.

### Argentino de Quilmes
En el año 2000 pasó a Argentino de Quilmes. En el club quilmeño disputó una temporada.

### Platense
En 2002 se sumó a Platense, donde jugó hasta 2003.

### Dock Sud
En 2003 llegó a Dock Sud, club en el que se retiró del fútbol.

## Clubes
| Club                 | País      |
| -------------------- | --------- |
| El Porvenir          | Argentina |
| All Boys             | Argentina |
| Atlético Tucumán     | Argentina |
| Arsenal              | Argentina |
| Brown de Arrecifes   | Argentina |
| Argentino de Quilmes | Argentina |
| Platense             | Argentina |
| Dock Sud             | Argentina |

## Palmarés
| Título          | Equipo      | País      | Año     |
| --------------- | ----------- | --------- | ------- |
| B Metropolitana | All Boys    | Argentina | 1992/93 |
| B Metropolitana | El Porvenir | Argentina | 1997/98 |